# Charles Beard
Charles Austin Beard (Knightstown, 27 de novembro de 1874 - New Haven, 1 de setembro de 1948) foi um professor e historiador norte-americano. Foi casado com a historiadora e arquivista Mary Ritter Beard.

## Obras
- 1913 - An Economic Interpretation of the Constitution of the United States
- 1914 - Some Economic Origins of Jeffersonian Democracy
- 1915 - Economic Origins of Jeffersonian Democracy
- 1921 - History of the United States (2 vols., coautoria de Mary R. Beard)
- 1923 - The Administration and Politics of Tokyo
- 1927 - The Rise of American Civilization (coautoria de Mary R. Beard)
- 1932 - A Century of Progress
- 1932 - The Myth of Rugged American Individualism
- 1933 - Written History as an Act of Faith
- 1935 - That Noble Dream
- 1939 - America in midpassage
- 1946 - American Foreign Policy in the Making, 1932–1940
- 1948 - President Roosevelt and the Coming of the War 1941